# Спарачари, Анна Рита
Анна Рита Спарачари (итал. Anna Rita Sparaciari; род. 3 марта 1959, Анкона) — итальянская фехтовальщица-рапиристка. Участница летних Олимпийских игр 1980 года, двукратная чемпионка мира 1982 и 1983 годов, чемпионка Европы 1981 года.

## Биография
Анна Рита Спарачари родилась 3 марта 1959 года в итальянском городе Анкона.
Занималась фехтованием под началом тренера Эцио Трикколи.
Дважды выигрывала чемпионат Италии в личных турнирах рапиристок (1977, 1981).
В 1979 году завоевала золотую медаль молодёжного чемпионата мира в Саут-Бенде в личном турнире рапиристок и серебро в том же виде программы на Средиземноморских играх в Сплите.
В 1980 году вошла в состав сборной Италии на летних Олимпийских играх в Москве. В личном турнире рапиристок в четвертьфинальной группе заняла 2-е место, победив Макс Мадсен из Дании — 5:2, Сьюзан Ригглзуорт из Великобритании — 5:2 и Манди Никлаус из ГДР — 5:2, проиграв Магде Марош из Венгрии — 2:5 и Паскаль Тринке из Франции — 3:5. В полуфинальной группе заняла 5-е место, победив Сузану Арделяну из Румынии — 5:1, проиграв Кларе Альфонсо с Кубы — 4:5, Валентине Сидоровой из СССР — 2:5, Магде Марош из Венгрии — 2:5 и Катарине Локшовой-Рацовой из Чехословакии — 2:5. В командном турнире рапиристок сборная Италии, за которую также выступали Дорина Ваккарони, Сузанна Батацци, Клара Моки и Карола Манджаротти, на предварительном этапе заняла 5-е место, проиграв СССР — 4:9 и победив Румынию — 9:7, а в матче за 5-6-е места выиграла у Кубы — 9:6.
В 1981 году завоевала золотую медаль чемпионата Европы в Фодже в личном турнире рапиристок.
Дважды выигрывала медали чемпионата мира: золотые в командных турнирах рапиристок —1982 году в Риме и в 1983 году в Вене.
Завоевала две медали летних Универсиад в командных турнирах рапиристок — в 1985 году в Кобе и в 1987 году в Загребе.
В 2019 году награждена золотой медалью Национального олимпийского комитета Италии.